# Platygerrhus scutellatus
Platygerrhus scutellatus är en stekelart som beskrevs av Yang 1996. Platygerrhus scutellatus ingår i släktet Platygerrhus och familjen puppglanssteklar. Inga underarter finns listade i Catalogue of Life.